# Breite Wardtley
Bei der Breiten Wardtley handelt es sich um ein 4,28 km langes Fließgewässer mit der Kennziffer 279112322. Ursprünglich floss es vom Rheinhauptdeich bei Elverich in nordwestlicher Richtung; südlich von Büderich und Ginderich vereinigte sich mit der Borthschen Ley. Diese wiederum vereinigt sich kurz darauf mit dem Schwarzen Graben und mündet schließlich bei Unterbirten im Naturschutzgebiet Bislicher Insel in den Altrhein.
Bedingt durch Bergsenkungen hatte sich die Fließrichtung aber teilweise umgekehrt, das Gewässer war streckenweise trockengefallen. Im Zuge einer Renaturierungsmaßnahme in den Jahren 2010 und 2011 wurde schließlich die Fließrichtung des Baches auf einer Länge von 1,4 km von der Gindericher Straße in Richtung Elverich gänzlich umgedreht. Der zuvor geradlinige Verlauf des Gewässers wurde in eine schlängelnde Form gebracht. Der Bach leitet nun zudem das auf der Büdericher Umgehungsstraße anfallende Niederschlagswasser zur Versickerung ab. Ein Pumpwerk an der Venloer Straße soll das Wasser weiter zum Rhein pumpen.
Die ehemalige Altstromrinne wird überwiegend durch Ackernutzung, in Gewässernähe durch Grünlandnutzung geprägt. Der Bach ist von landschaftstypischen Gehölzen, Pappel-Kopfbaumreihen und Hecken gesäumt, wodurch er zu einem ornithologisch und landschaftlich wertvollen Biotop wird und für gefährdete Pflanzen- und Tierarten von Bedeutung ist. Hierbei sind insbesondere Amphibien, Reptilien und Höhlenbrüter zu nennen.
Die Breite Wardtley liegt innerhalb des Landschaftsschutzgebietes Poll / Ginderichswardt.

## Galerie

Breite Wardtley
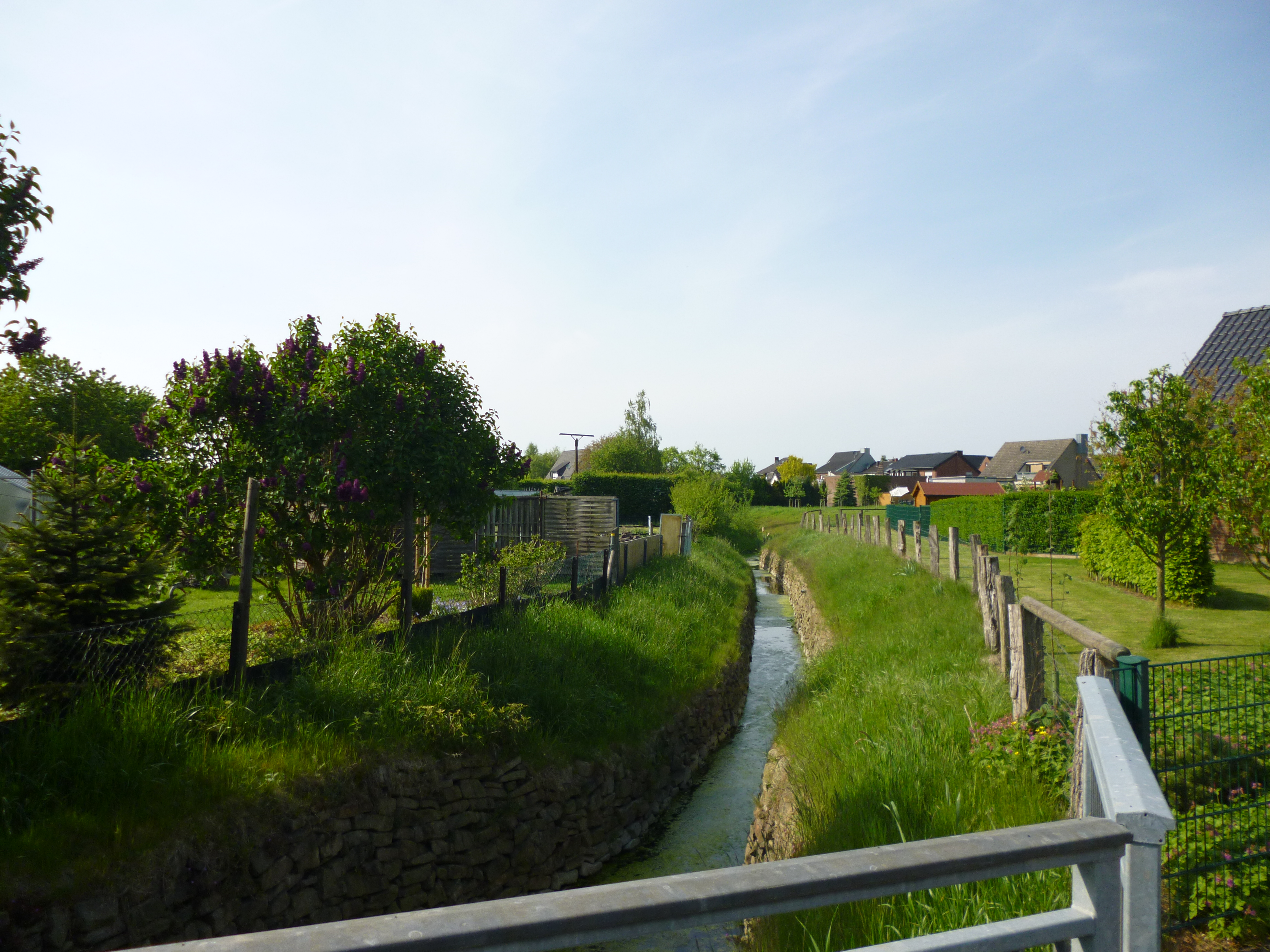
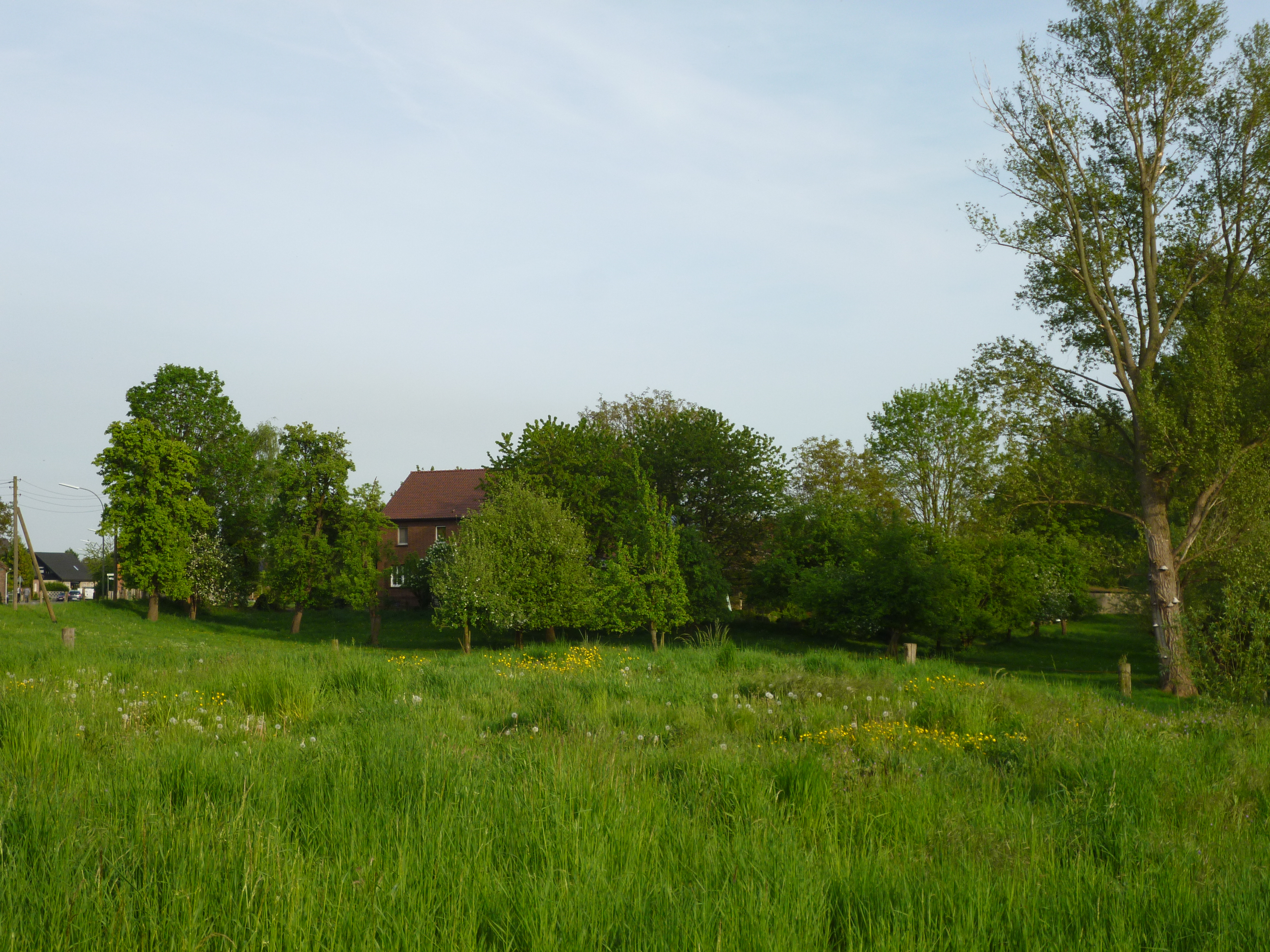
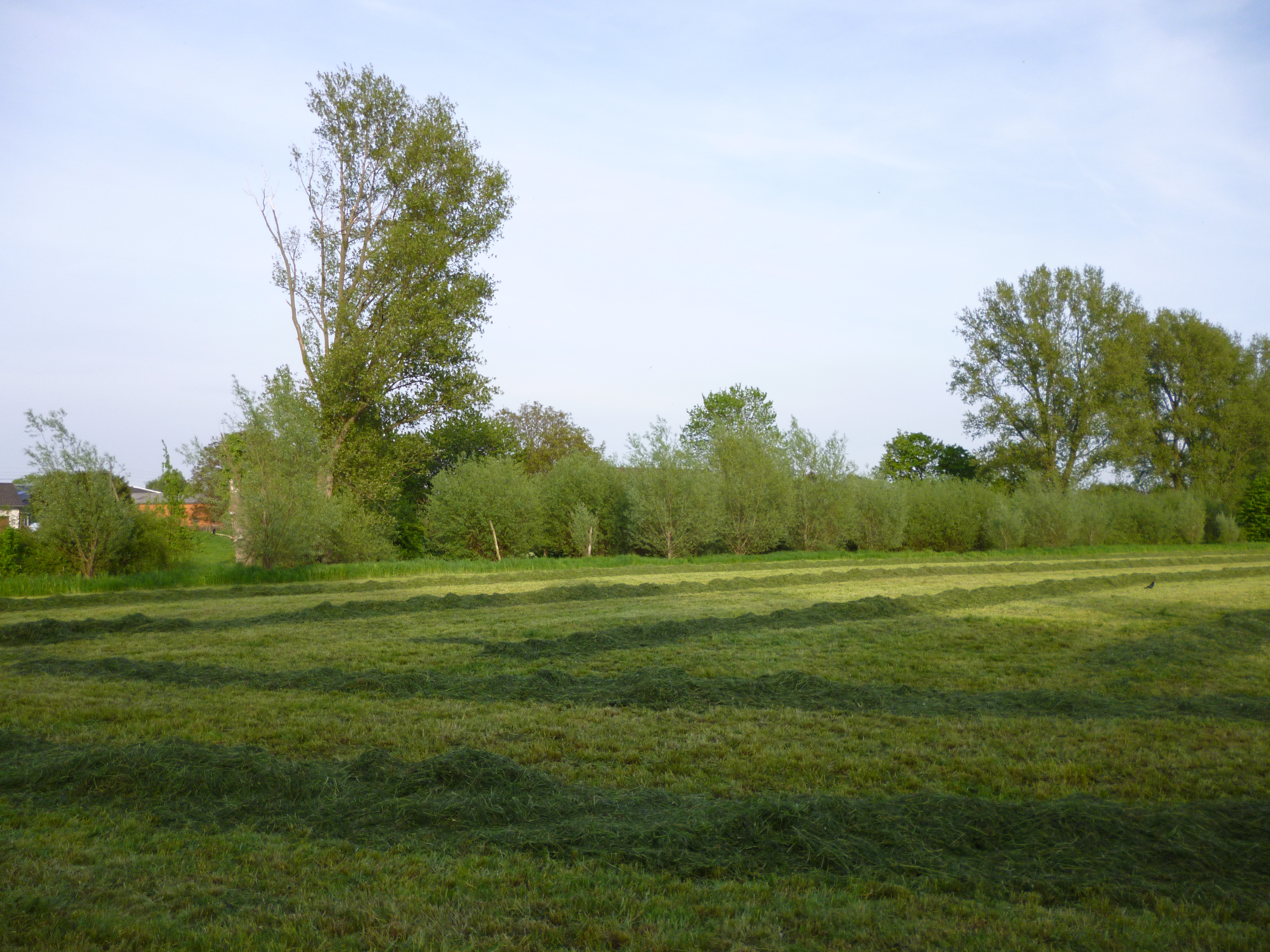
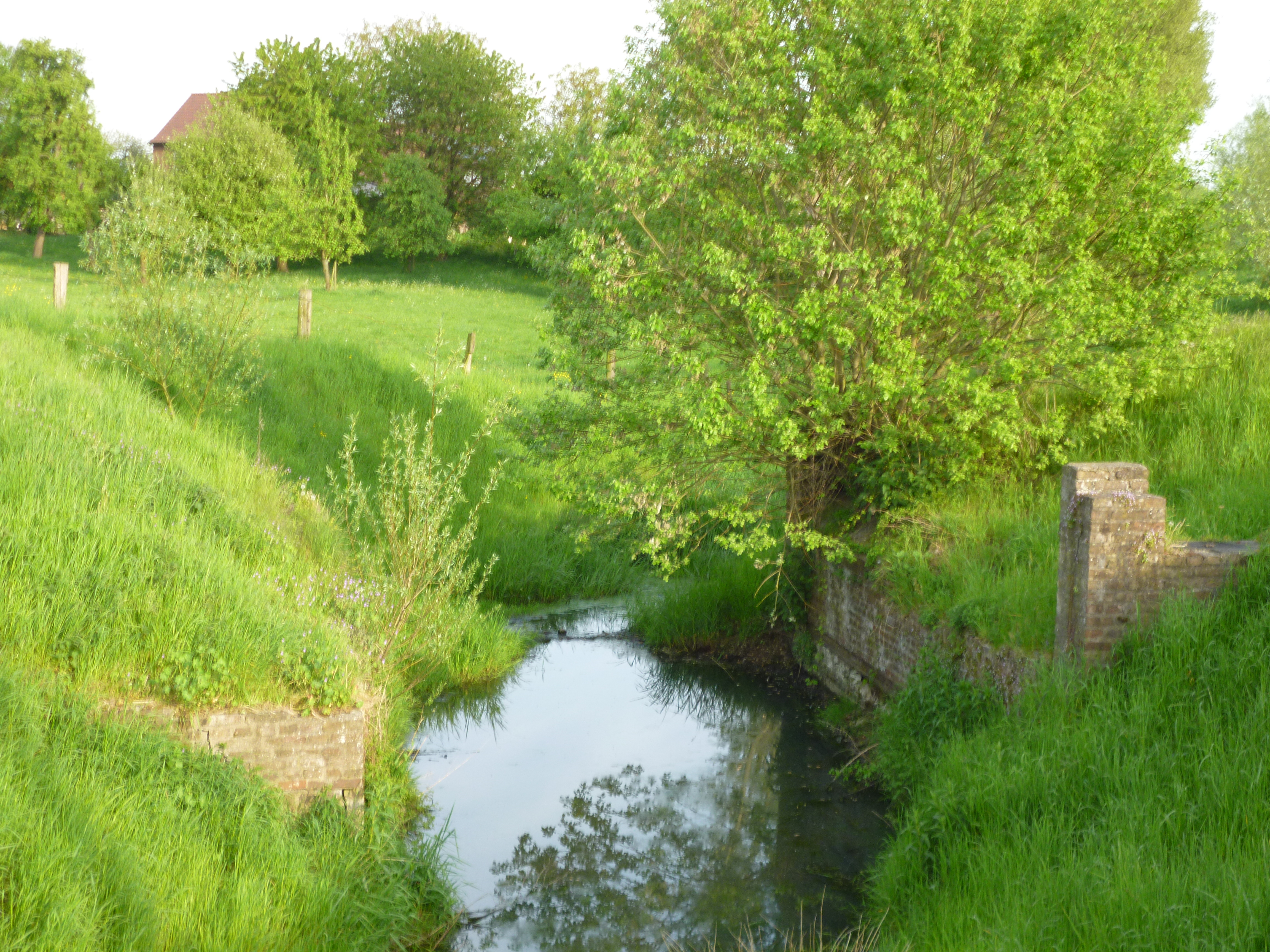
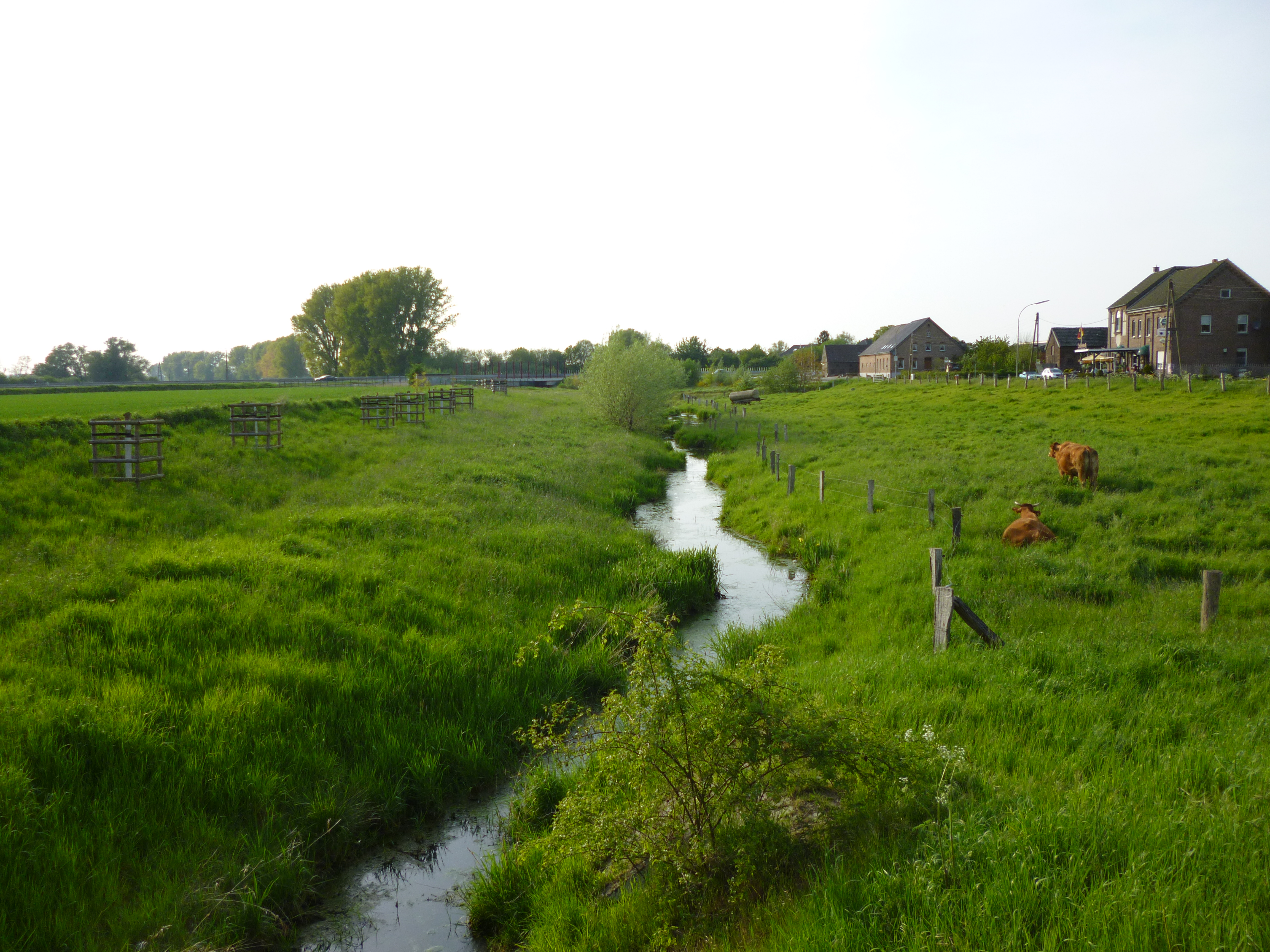
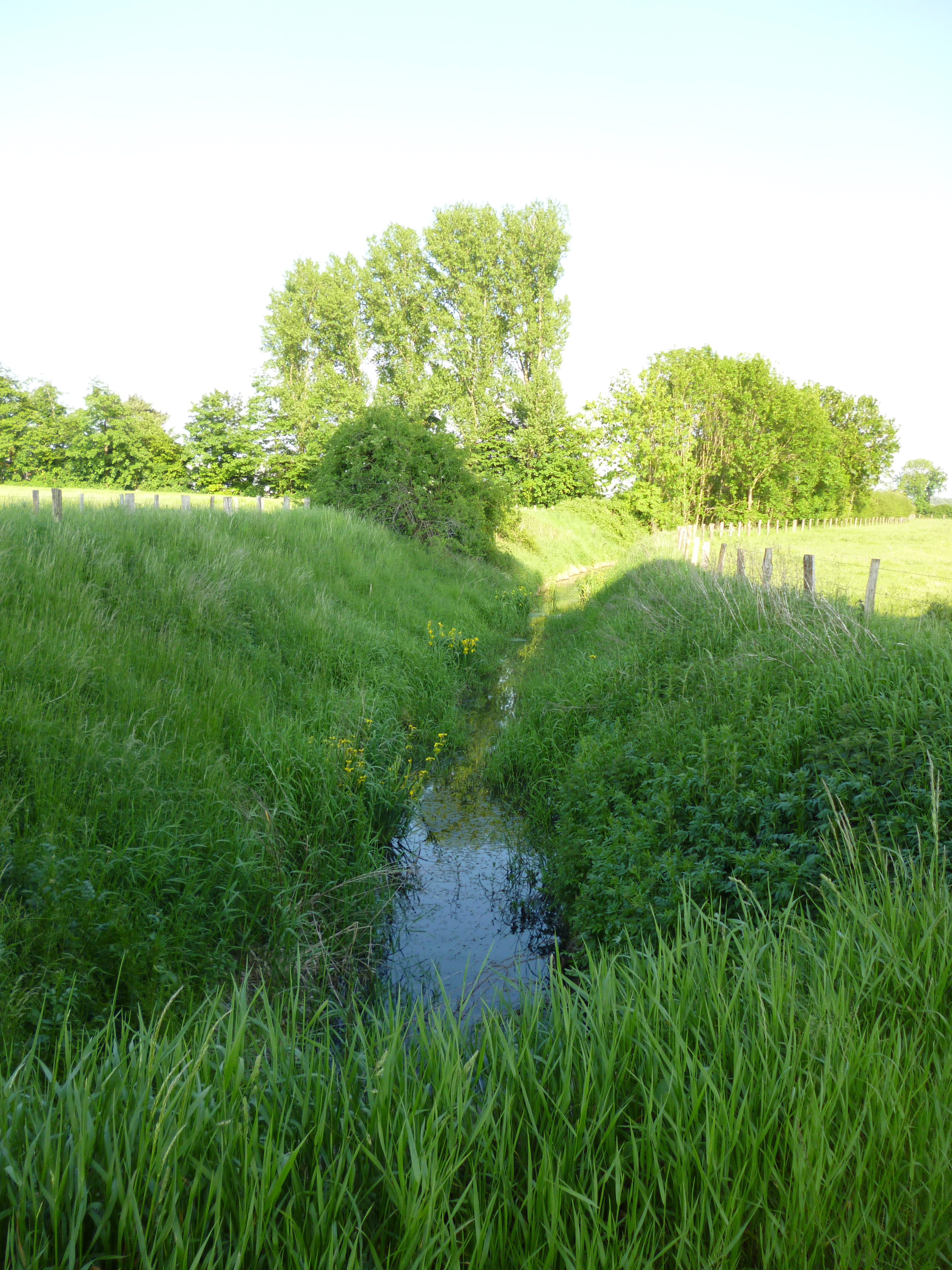